# Le fatiche di Ercole
Le fatiche di Ercole és una pel·lícula italiana d'aventures de 1958 de tema mitològic–fantàstic que es considera com la primera del subgènere del peplum. Es basa en la participació d’Hèracles en el viatge dels argonautes segons es narra a les Argonàutiques d’Apol·loni de Rodes, encara que la història contada en la pel·lícula difereix molt de la qual ofereix el poema d’Apol·loni.
Aquesta pel·lícula de 1958 va llançar a la fama al aixecador de pes Steve Reeves, qui ha quedat com l'heroi de peplum per antonomàsia. Tant Steve Reeves com Sylva Koscina, que interpretava a la princesa Íole, l'amor d'Hèrcules, tornarien a encarregar-se dels papers principals, amb els mateixos personatges, en la seqüela d'aquesta pel·lícula: Ercole e la regina di Lidia.

## Argument
La princesa Íole va en un carro tirat per uns cavalls desbocats. Hèrcules, que va de camí a la cort del rei Pèlias de Iolcos per a instruir en l'ús de les armes al príncep Ífit, arrenca un arbre i, posant-l'ho davant travessat en el seu camí, deté als cavalls. La princesa explica a Hèrcules la història de l'arribada del seu pare al poder i del robatori del major tresor del regne: el velló d'or. Alguns sospiten el que al final se sabrà que és veritat: que el rei Pèlias ha ocupat el tron recorrent al fratricidi. Hèrcules i la princesa Íole se senten atrets mútuament, i es desenvolupa el romanç.
Una sibil·la adverteix al rei Pèlias que el seu poder haurà de ser posat en perill pel desconegut que, en lloc de dues sandàlies, en porti només una.
En l'intent de matar a un lleó per emular a Hèrcules en les seves gestes, mor Ífit. Hèrcules mata a la fera i porta el cadàver del príncep al palau del rei. Aquest mana a l'heroi a buscar Quiró per a redimir-se. A punt de morir, Quiró parla a Hèrcules del velló d'or i li demana que es faci càrrec de Jàson, de qui ha curat des de nen.
Quan Jàson, nebot de Pèlias i legítim rei de Iolcos, arriba a la ciutat portant només una sandàlia, l'usurpador s'espanta, i dona per bo l'encàrrec que es fa al nouvingut de recobrar el velló d'or, que es troba en la llunyana terra de la Còlquida.
Per arribar fins a la terra on està el velló d'or, Jàson i Hèrcules naveguen a bord de l'Argo amb Ulisses i el seu pare Laertes, Argos, Càstor i Pòl·lux, el cantor Orfeu, el metge Esculapi i altres.
Després d'una tempestat en la mar, els Argonautes s'entretenen en un exuberant jardí al costat de les amazones, governades per la reina Antea. Jàson s'enamora d'ella, però quan descobreixen els viatgers que les amazones pretenen donar-los mort a instàncies de les seves sacerdotesses, escapen a la nit a bord de l’Argo.
A les costes de la Còlquida, els herois donen batalla a homes-mico, mentre Jàson mata a un drac i recupera el vellocino d'or. Els Argonautes s'embarquen cap a la llar portant amb si aquest tresor.
De tornada a Iolcos, la població celebra el retorn dels herois, però Pèlias i el seu còmplice Euristeu roben el velló i s'oposen a la reclamació de Jàson. Després de la batalla final entre les forces de Pèlias i els herois, en la qual Hèrcules acaba amb la cavalleria llançant-li al damunt el pòrtic del palau, el rei Pèlias es mata amb un verí, Jàson ocupa el tron i Hèrcules i la princesa Íole reprenen el seu romanç i un viatge a la recerca de noves aventures.

## Repartiment
- Steve Reeves: Hèrcules
- Sylva Koscina: Íole
- Fabrizio Mioni: Jàson

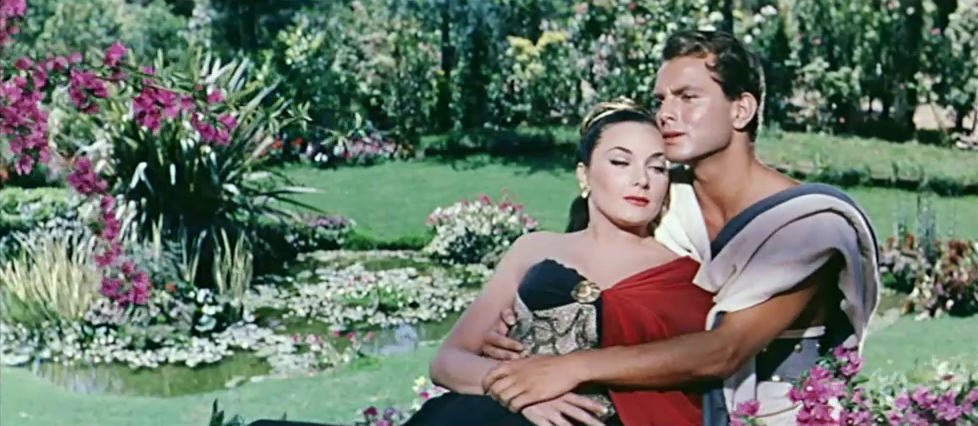
Antea y Jasón (Gianna Maria Canale i Fabrizio Mioni).

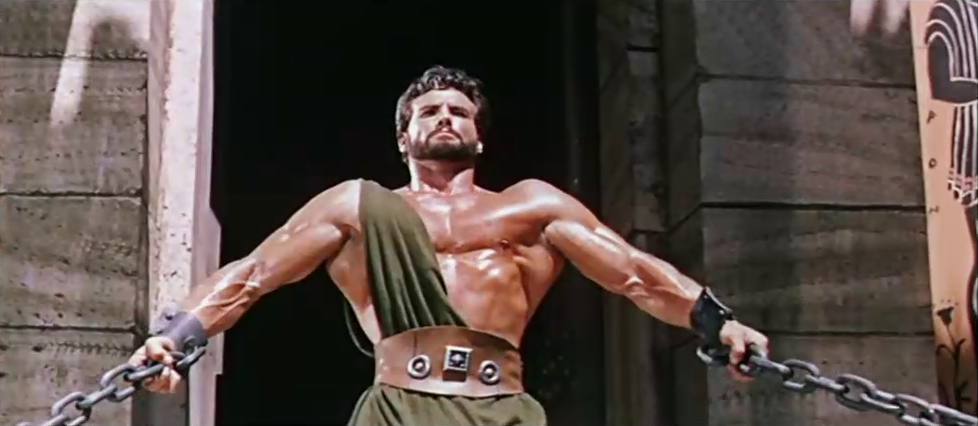
Hèrcules (Steve Reeves).

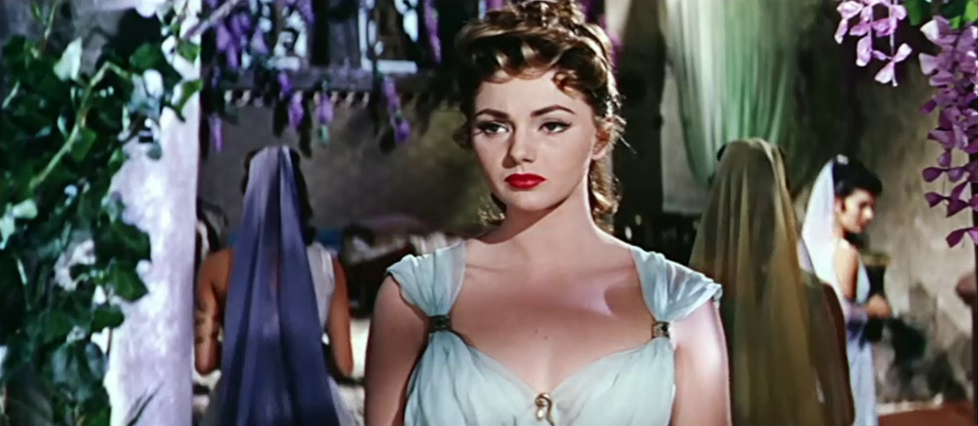
Íole (Sylva Koscina).

- Ivo Garrani: Pèlias, rei de Iolcos
- Gianna Maria Canale: Antea, reina de les amazones
- Mimmo Palmara: Ífit, fill de Pèlias
- Lydia Alfonsi: la Sibil·la
- Paola Quattrini: Íole dena
- Aldo Fiorelli: Argos
- Luciana Paluzzi: minyona d'Íole
- Lily Granado: amazona
- Gina Rovere: amazona
- Gino Mattera: Orfeu
- Afro Poli: Quiró
- Gian Paolo Rosmino: Esculapi
- Arturo Dominici: Euristeu
- Gabriele Antonini: Ulisses
- Andrea Fantasia: Laertes
- Willy Colombini: Pol·lux
- Fulvio Carrara: Càstor
- Aldo Pini: Tifis

## Producció i distribució
Per als escenaris de la pel·lícula, es van aprofitar els de Ulisses, pel·lícula de 1954 dirigida per Mario Camerini.
Le fatiche di Ercole va ser la primera de les pel·lícules rodades a Itàlia amb el sistema francès Dyaliscope per a pantalla panoràmica.
Per la factura general, és evident que Le fatiche di Ercole és una pel·lícula de baix pressupost. L'exquisida fotografia de Mario Bava contrasta amb el sense encant apartat tècnic restant. Bava ja deixa constància del seu segell personal amb uns efectes de llums de forts contrastos, atmosfera onírica i policromia llampant que doten a aquesta pel·lícula d'una gran bellesa plàstica.
Steve Reeves era un consumat genet, per la qual cosa les escenes d'acrobàcies a cavall van ser realitzades per ell mateix.

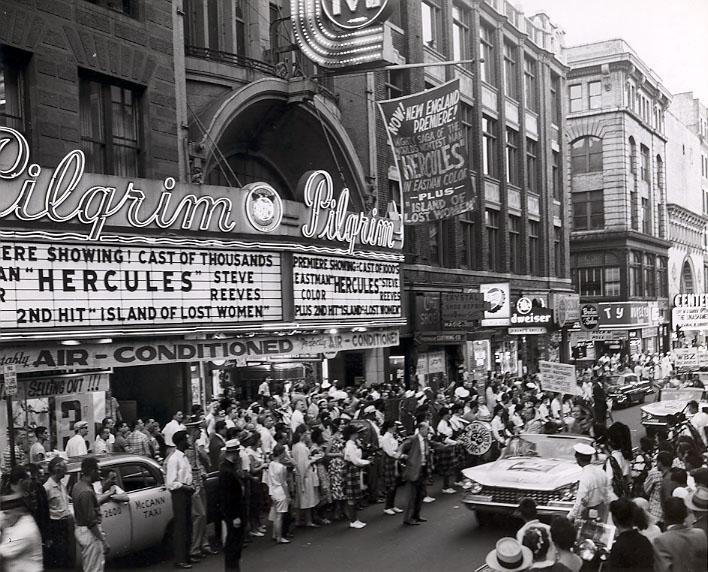
Foto de promoció de l'estrena a Boston. 1959.

Segons comptava Reeves, les cadenes de les canyelleres emprades en el clímax de la pel·lícula eren de fusta i estaven pintades per a semblar de metall, però es va contenir amb els seus moviments quan es balancejava per a no danyar als actors que interpretaven als enemics d'Hèrcules, la qual cosa va molestar al director, qui va donar instruccions a Reeves perquè colpegés als actors tan fort com pogués. Quan Reeves va contestar que ell no volia fer-los mal, va exclamar el director: "Si ells no es danyen, llavors no se'ls paga!"
El productor, Joseph E. Levine (1905-1987), va adquirir els drets de distribució de la pel·lícula als Estats Units i la va fer projectar en moltes sales (en 175 només a l'àrea de Nova York); va ser un gran èxit de taquilla. Levine va dur a terme una campanya de saturació amb més de 600 anuncis visuals i una inversió de 120.000 dòlars de l'època, procediment llavors una miqueta nou que s'ha convertit en una cosa habitual als nostres dies.
Metro Goldwyn Mayer va treure a la venda copies de la pel·lícula en VHS en 1983 i en 1998, i en DVD en el 2002 i en el 2009 (al costat de Ercole e la regina di Lidia).